# نجيمة
المُنجَّمة أو العلامة النجمية أو النُّجيمة (بالإنجليزية: Asterisk)‏ (*) هي نجمة صغيرة تُستعمل لدلالات مختلفة في النصوص. وتستعمل في مجالات أخرى كالرياضيات وغيرها.